# Зима (Абхазия)
Зима (абх. Ӡыма, груз. ზიმა) — село в Абхазии, в Гулрыпшском районе частично признанной Республики Абхазия, согласно административному делению Грузии — в Гульрипшском муниципалитете Абхазской Автономной Республики на берегу реки Кодор.

## Население
В 1959 году в селе Зима жило 140 человек, в основном грузины (в Ажарском сельсовете в целом — 3239 человек, также в основном грузины. В 1989 году в селе жило 55 человек, также в основном грузины (сваны). По данным переписи населения Грузии 2002 года, в селе Зима (на момент переписи контролировавшимся властями Грузии) проживало 64 человека, из которых 30 человек в Земо-Зима и 34 человека в Квемо-Зима.